# Oro-fazio-digitales Syndrom Typ 1
Das Oro-fazio-digitales Syndrom Typ 1 (OFD1), auch Papillon-Léage-Psaume-Syndrom oder  Oral-fazial-digital-Syndrom 1 genannt, ist eine sehr seltene X-chromosomal-dominant vererbte Krankheit und gehört zu den Oro-fazio-digitalen Syndromen.
Die Erkrankung ist für das männliche Geschlecht pränatal tödlich.

## Krankheitsbild
Das Krankheitsbild bei OFD1 zeigt sich bei den betroffenen Patientinnen durch Fehlbildungen in der Mundhöhle (Pseudospalte der Oberlippe, Gaumenspalte, gespaltene Zunge, hoher Gaumenbogen, Fixierung der Zunge, Zahnanomalien) (orale Fehlbildungen); eine Gesichtsdysmorphie (Balkonstirn, Gesichtsasymmetrie, Hypertelorismus, verbreiterte Nasenwurzel, Milien der Gesichtshaut) (faziale Fehlbildungen)  und der Finger (Syndaktylie, Brachydaktylie, Klinodaktylie, Polydaktylie) (Fehlbildungen der Finger, engl. digit = „Finger“).
Bei vielen Patienten ist eine Neigung zu polyzystischen Nieren (Zystennieren) zu beobachten. Diese werden meist oft sehr spät diagnostiziert, wenn die Niereninsuffizienz schon weit fortgeschritten ist.
Das Oro-fazio-digitales Syndrom 1 ist für das männliche Geschlecht bereits vor der Geburt (pränatal) tödlich. Die Ursache für den in utero-Tod ist noch unbekannt. Die betroffenen Feten werden im ersten oder zweiten Trimenon als Fehlgeburt ausgestoßen.
Die Ausprägung der einzelnen Krankheitsmerkmale kann auch innerhalb einer Familie sehr unterschiedlich ausfallen. Die Bandbreite kann dabei von schwersten Schädigungen bis zu leichten Symptomen, wie beispielsweise Zahnfehlstellungen, reichen. Die Ursache für diese Bandbreite an Ausprägungen lassen sich durch die X-Inaktivierung (Lyon-Hypothese) erklären.

## Genetik
Die Ursache für OFD1 sind Mutationen im CXORF5-Gen, das auf dem X-Chromosom Genlocus p22.2-22.3 liegt.
Die Funktion des aus CXORF5 kodierten Proteins ist noch unklar. Von der CXORF5-Sequenz wurden bisher in anderen Säugetieren keine Sequenzhomologe gefunden. Etwa 75 % der OFD1-Erkrankungen sind Spontanmutationen, die fast ausschließlich beim weiblichen Geschlecht auftreten. Der Mechanismus, wie und weshalb Mutationen in CXORF5 zu polyzystischen Nieren führt, ist noch weitgehend ungeklärt.

## Prävalenz und Inzidenz
Die Prävalenz bei Neugeborenen liegt bei etwa 1:250.000. Die Inzidenz liegt bei etwa 1:50.000. Die Erkrankung ist somit sehr selten.

## Therapie
Einzelne Symptome können chirurgisch korrigiert werden.

## Erstbeschreibung
OFD1 wurde erstmals von Papillon-Leage und Psaume 1954 bei acht Mädchen mit oralen, fazialen und digitalen Anomalien beschrieben. Gorlin und Psaume postulierten den X-chromosomal-dominanten (hemizygoten) Erbgang, der für männliche Nachkommen tödlich ist. Doege und Kollegen beschrieben 1964 erstmals bei Mutter und Tochter mit OFD1 die Assoziation zu polyzystischen Nieren.

## Differentialdiagnose
Abzugrenzen ist das Van-der-Woude-Syndrom.